# Кунут
Кунут (араб. قُنُوت‎ — набожность) — короткая молитва. В ханафитском мазхабе кунут читают в 3-м ракаате витр до руку. В других суннитских мазхабах (ханбалитском, шафиитском и маликитском) кунут читается во 2-м ракяте фаджр после совершения руку. Ибадиты не читают кунут вообще.

## Текст
Арабский текст:

1. اَللَّهُمَّ إِنَّا نَسْتَعِينُكَ وَ نَسْتَغْفِرُكَ وَ نَسْتَهْدِيكَ وَ نُؤْمِنُ بِكَ وَ نَتُوبُ اِلَيْكَ وَ نَتَوَكَّلُ عَلَيْكَ وَ نُثْنِى عَلَيْكَ اْلخَيْرَ كُلَّهُ نَشْكُرُكَ وَ لاَ نَكْفُرُكَ وَ نَخْلَعُ وَ نَتْرُكُ مَنْ يَفْجُرُكَ
2. اَللَّهُمَّ اِيَّاكَ نَعْبُدُ وَلَكَ نُصَلِّى وَنَسْجُدُ وَاِلَيْكَ نَسْعَى وَنَحْفِدُ نَرْجُو رَحْمَتَكَ وَنَخْشَى عَذَابَكَ اِنَّ عَذَابَكَ بِالْكُفَّارِ مُلْحِقٌ

Транскрипция:
1. Aлла́гьумма инна́ настаъи́нукя ва настaгфирукя ва настагьди́к. Ва ну-мину бикя ва нату́бу иляйк. Ва натаваккялю ъaляйк. Ва нусьни́ ъaляйкя ль-хайра куллягьу нашкурукя ва ля́ накфурук. Ва нахляъу ва натруку ман яфжурук.
2. Aлла́гьумма ийя́кя наъбуду ва ляка нусолли́ ва насжуд. Ва иляйкя насъа́, ва нахьфид. Наржу́ рахьматакя ва нахша́ ъазьа́бак. Инна ъазьа́бакя би ль-куффа́ри мульхьикъ.

Перевод:
1. О Аллах! Мы взываем к помощи Твоей, просим вести нас по верному пути, просим у Тебя прощения и каемся. Веруем и полагаемся на Тебя. Восхваляем Тебя за все блага, благодарим Тебя, и не являемся не верующими в Тебя, и отстраняемся, и отдаляемся от тех, кто ослушивается Тебя.
2. О Аллах, Тебе мы поклоняемся, Тебе посвящаем молитвы, и пред Тобой падаем ниц, к Тебе мы устремляемся и спешим, уповая на Твою милость, и страшимся наказания Твоего, поистине наказание Твое неизбежно постигнет неверующих.